# 2020 en Nouvelle-Zélande
Cet article présente les faits marquants de l'année 2020 en Nouvelle-Zélande.

## Évènements
- 2 février : mort de Mike Moore, Premier ministre de Nouvelle-Zélande durant 59 jours en 1990 puis directeur-général de l'Organisation mondiale du commerce de 1999 à 2002 et ambassadeur de Nouvelle-Zélande aux États-Unis de 2010 à 2015[1].
- 11 mars : mort de Sir Rob Fenwick (en), environnementaliste et homme d'affaires[2].
- 18 mars : La Nouvelle-Zélande dépénalise l'interruption volontaire de grossesse[3].
- 19 mars : En réponse à la pandémie de maladie à coronavirus de 2019-2020, et pour la première fois de leur histoire, l'Australie et la Nouvelle-Zélande interdisent l'accès à leur territoire national à toute personne qui n'est ni citoyenne, ni résidente permanente[4].
- 27 août : Brenton Tarrant, le terroriste d'extrême-droite qui a commis les Attentats de Christchurch en 2019, est condamné à la prison à perpétuité sans possibilité de libération conditionnelle, devenant la première personne de l'Histoire de la Nouvelle-Zélande à recevoir cette peine[5].

- 17 octobre : élections législatives et référendums.